# Darwin (Minnesota)
Darwin és una població dels Estats Units a l'estat de Minnesota. Segons el cens del 2000 tenia 276 habitants.

## Demografia
Segons el cens del 2000, Darwin tenia 276 habitants, 119 habitatges, i 79 famílies. La densitat de població era de 142,1 habitants per km².
Dels 119 habitatges en un 31,1% hi vivien nens de menys de 18 anys, en un 54,6% hi vivien parelles casades, en un 9,2% dones solteres, i en un 33,6% no eren unitats familiars. En el 29,4% dels habitatges hi vivien persones soles el 14,3% de les quals corresponia a persones de 65 anys o més que vivien soles. El nombre mitjà de persones vivint en cada habitatge era de 2,32 i el nombre mitjà de persones que vivien en cada família era de 2,84.
Per edats la població es repartia de la següent manera: un 27,2% tenia menys de 18 anys, un 6,9% entre 18 i 24, un 25% entre 25 i 44, un 25% de 45 a 60 i un 15,9% 65 anys o més.
L'edat mediana era de 38 anys. Per cada 100 dones de 18 o més anys hi havia 97,1 homes.
La renda mediana per habitatge era de 34.286 $ i la renda mediana per família de 37.321 $. Els homes tenien una renda mediana de 31.000 $ mentre que les dones 22.500 $. La renda per capita de la població era de 16.813 $. Entorn del 6% de les famílies i el 10,2% de la població estaven per davall del llindar de pobresa.

## Poblacions més properes
El següent diagrama mostra les poblacions més properes.